# Rhinolophus macrotis
Rhinolophus macrotis е вид бозайник от семейство Подковоносови (Rhinolophidae).

## Разпространение
Видът е разпространен в Бангладеш, Виетнам, Индия, Индонезия (Суматра), Китай, Лаос, Малайзия (Западна Малайзия), Мианмар, Непал, Пакистан, Тайланд и Филипини.